# Lycée Maria Assumpta
Ne doit pas être confondu avec Maria Asumpta.
Pour l'école néerlandophone, voir Maria Assumpta Lyceum.
Le lycée Maria Assumpta est une école catholique située avenue Wannecouter dans le quartier du Mutsaard à Laeken. Elle fut fondée en 1956. Elle a joué un rôle important dans le développement du quartier du Mutsaard comme les écoles Jan-van-Ruusbroeckollege ou l'Athénée des Pagodes. Son pendant néerlandophone est Maria Assumpta Lyceum.
Elle a également la particularité d'être l'école libre de la communauté française la plus au nord de Belgique. L'école possède également en plus du lycée, une école primaire et une école fondamentale.

## Historique
En 1927, une école primaire (Kristus-Koning) fut ouverte, elle accueillait garçons et filles. Mais petit à petit l’école se divisa en deux écoles l’une pour les garçons : le Christ-roi et l’autre pour les filles : Maria Assumpta.
Le lycée quant à lui est créé en 1956 par la congrégation des Sœurs des écoles chrétiennes de Vorselaer,. Il n’est ouvert qu’aux filles. D’abord ne comprenant que des humanités modernes, les humanités anciennes suivent assez rapidement à partir de 1962.
En 1963, les sections néerlandophone et francophone se séparent. La directrice de la section francophone est sœur Simone. En 1970, le lycée devient collège archiépiscopal de l’Archevêché de Malines-Bruxelles.
Le lycée devient finalement mixte en 1979 tout en passant au rénové.
Ces dernières années, l'école a fait parler d'elle pour être l'une des écoles les plus victimes du décret inscription, avec des listes d'attente de plus en plus longues,,,.

## Liste des directeurs
- 1963-1988 : Sœur Simone Van Opdenbosch.
- 1988-2006 : Jean-Pierre Vandenschrick.
- 2006-2018 : Luc Zomers.
- Intérim : Brigitte Vierset
- 2019- : Marie-Louise Vanesse

## Bâtiments
L’école se compose de deux bâtiments.
L’ancien bâtiment situé au 115 de l’avenue Wannecouter datant de 1956 et le nouveau situé au 76 de la même avenue datant de 1992 et agrandi en 2008.
L'ancien bâtiment est commun avec l’école primaire et possède sur sa façade une grande statue d'une Maria Assumpta.

## Système éducatif
L'école offre un enseignement qui s’appuie sur des valeurs : les valeurs assumptasiennes. Elle a la particularité d’être une des rares écoles de Bruxelles à avoir encore un uniforme dont les couleurs sont bleu marine et blanc.
L'école comporte 4 grandes options : Latin, sciences, sciences-économie et art d'expression, auxquels s'ajoutent à partir de la cinquième une multitude d'autres options. Le néerlandais est obligatoire tout le long du cursus et l'anglais est obligatoire pour tout élève à partir de la troisième année.

## Travail de fin d'études
Le LMA est l'une des dernières écoles de la région où les élèves doivent présenter leur travail de fin d'études en complément du CESS.

## Montages poétiques
Tous les étudiants en cinquième humanité doivent réaliser un montage poétique qu'ils doivent composer à partir de poème connu, mettre en scène et en musique. Ce beau projet se termine chaque année par une représentation publique.

## Étudiants célèbres
- Yannick Ferrera[11], entraineur de l'Omónia Nicosie et ex-entraineur du standard de Liège, du FC Malines, de Waasland-Beveren et du Al-Fateh Sports Club.
- Michaël Vossaert[12], député bruxellois.
- Georges Lini[13], comédien, metteur en scène et directeur de théâtre belge.

## Organisations particulières
L'école possède plusieurs organisations particulières.

### Conseil des élèves
Le conseil des élèves est une organisation qui regroupe les élèves motivés pours’investir au sein de l’école sur différents projets : matinée des élèves, confection des horaires d’examen, achat de matériel, projet, etc. Jusqu’en 2008 il était présidé par un professeur. Après une brève dissolution deux élèves soutenus par des professeurs et le directeur décide de le faire renaitre 
. Depuis lors celui-ci est présidé pas un ou deux élèves.

### Groupe solidarité
L'école possède un groupe solidarité qui organise notamment :
- chaque année un petit déjeuner oxfam,
- du soutien à l’orphelinat de Djuma notamment via des rallyes parrainées, vente de blocs de feuilles, etc.
- vente des modules îles de paix,
- la semaine des grands témoins.

### JM Oxfam
Le lycée a également un jeune magasin Oxfam qui organise des ventes durant les récréations de produits Oxfam issus du commerce équitable tout en faisant également de la sensibilisation sur les problématiques nord-sud.

## Théâtre et Cabaret
Il y a principalement trois troupes : celle des élèves, celle des anciens et celle des profs.

### Troupe de théâtre
La troupe de théâtre a été créée en 1985. La troupe est membre de l’association bruxelloise et brabançonne d'art dramatique (ABCD). Les pièces jouées furent :
- 1985 Je veux voir Mioussov
- 1987 Caviar ou lentilles
- 1988 Le Bossu
- 1989 J’y suis, j’y reste
- 1990 Les praniles de Monsieur Tonneklinke
- 1991 Le bal des voleurs
- 1992 Une bonne bonne, ça ne pousse pas sur un arbre. N’est-ce pas ?
- 1993 Assemblée des femmes
- 1994 Monsieur de Pourceaugnac
- 1995 Tovaritch
- 1996 L’Alouette
- 1997 César et Cléopâtre
- 1998 Le dindon
- 1999 D’Artagnan
- 2000 Les enfants d’Edouard
- 2001 Calamity Jane
- 2002 La guerre de Troie n’aura pas lieu
- 2003 Quelle nuit
- 2004 Madame Sans-Gêne
- 2005 Silence en coulisses !
- 2006 Fracasse
- 2007 Un meurtre est annoncé
- 2008 Odyssée pour une tasse de thé
- 2009 Rhinocéros
- 2010 Songe d’une nuit d’été
- 2011 Ce soir à Samarcande (annulée)
- 2012 Les mangeuses de chocolat
- 2013 Lebensraum
- 2014 Vol avec affection
- 2015 Pas de pièce cette année-là
- 2016 Joyeuses funérailles
- 2019 Huit femmes
- 2023 Les rustres
- 2024 Ils étaient dix[16]

### Troupe des anciens
- 2014 - Toc toc
- 2015 - Espèces menacées

### Troupe des professeurs
- 1996 - En attendant les bœufs
- 2006 - Monsieur Chasse
- 2014 - Les mutinés du Fish & Ship
- 2017 - Du vent dans les branches de sassafras
- 2020 - Un vrai bonheur

### Cabaret
Le lycée organise tous les deux ans un cabaret des élèves.

## Mini-entreprises
Le lycée a adopté le concept des mini-entreprises.
Notamment : 
- 2017-2018 : Closigma, une mini-entreprise créant des escape-games culturels[17],[18].

## Concours

### Olympiade de mathématiques
Chaque année de nombreux étudiants participent à ce concours. Une dizaine d'étudiants participent à la demi-finale chaque année.
Au niveau des finales de ces quelques dernières années :
- 2011 Deux étudiants ont participé aux finales[19].
- 2012 Un étudiant a reçu une cinquième place en finale dans la catégorie midi[20].
- 2013 Un étudiant a reçu une troisième place en finale dans la catégorie midi[21].
- 2014 Deux étudiants en finale ont reçu chacun un prix spécial[22].
- 2015 une troisième place pour un étudiant du Lycée[23].
- 2017 Un étudiant participe à la finale[24].
- 2018 Un étudiant participe à la finale[25].
- 2019 Un étudiant participe à la finale[26].
- 2020 Un étudiant a reçu le quatrième prix dans la catégorie mini[27].
- 2023 Un étudiant a reçu le quatrième prix dans la catégorie maxi[28].

### Olympiade de biologie
En 2015, une étudiante était parmi les 15 finalistes.